# Wolfgang E. Struck

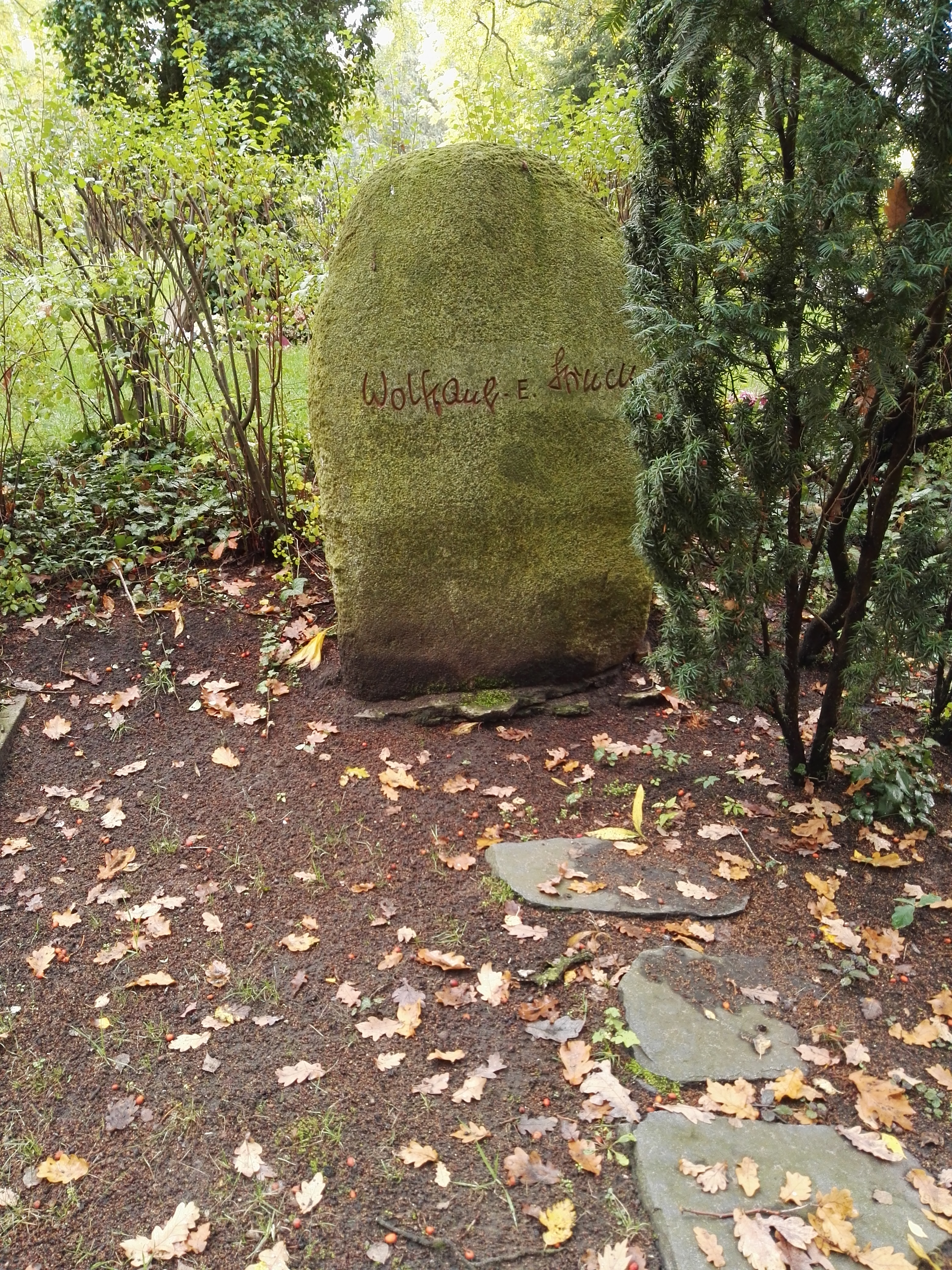
Grab auf dem Friedrichsfelder Friedhof

Wolfgang E. Struck (* 16. Februar 1920 in Soldin; † 14. Februar 1989 in Berlin) war ein deutscher Schauspieler, Regisseur und Intendant.

## Leben
Wolfgang E. Struck trat nach Abschluss seiner Schauspielausbildung 1939 das erste Mal in Berlin auf. Im Jahr 1938 trat er der NSDAP bei. Nach Engagements in Koblenz und Wismar kam er 1951 dauerhaft an das Berliner Ensemble, wo er zum Stab von Bertolt Brecht gehörte. Außerdem war er als Regisseur am Kabarett „Die Distel“, am Metropol-Theater sowie am Theater der Freundschaft (heute Theater an der Parkaue) tätig.
Von 1961 bis 1988 war er Intendant des Berliner Friedrichstadt-Palastes. Hier hatte er zahlreiche große Bühnenshows inszeniert. Es war ihm gelungen, neben prominenten DDR-Künstlern wie Helga Hahnemann auch internationale Stars zu gewinnen, unter ihnen Louis Armstrong, Liza Minnelli, Udo Jürgens und Caterina Valente. Als der alte Friedrichstadt-Palast geschlossen werden musste, setzte sich Struck für einen Neubau unweit des traditionellen Standortes ein. Dieser wurde 1984 an der Friedrichstraße eröffnet.
Wolfgang E. Struck ist in der Sektion Künstlergräber auf dem Städtischen Zentralfriedhof Friedrichsfelde beigesetzt.

## Auszeichnungen
- 1975 Nationalpreis der DDR III. Klasse
- 1980 Vaterländischer Verdienstorden in Silber und 1984 in Gold